# Lengelsheim
Lengelsheim ist eine französische Gemeinde mit 189 Einwohnern (Stand 1. Januar 2022) im Département Moselle in der Region Grand Est (bis 2015 Lothringen). Sie gehört zum Arrondissement Sarreguemines und zum Kanton Bitche.

## Geografie
Lengelsheim liegt sieben Kilometer nördlich von Bitche und vier Kilometer östlich von Volmunster am Zusammenfluss von Breidenbach, Bittenbach und Himersbach im Regionalen Naturpark Nordvogesen.

## Geschichte
Die Gemeinde wurde erstmals 1414 als Lengeniss urkundlich erwähnt.
Der Grill im Wappen ist das Symbol des Heiligen Laurentius, des Schutzpatrons der Gemeinde. Der goldene Rahmen erinnert an die Grafschaft Bitsch, zu der Lengelsheim gehörte.

### Bevölkerungsentwicklung
| Jahr                       | 1962 | 1968 | 1975 | 1982 | 1990 | 1999 | 2007 | 2019 |
| Einwohner                  | 236  | 231  | 223  | 218  | 226  | 209  | 209  | 206  |
| Quellen: Cassini und INSEE |      |      |      |      |      |      |      |      |

## Sehenswürdigkeiten
- Kirche St. Laurentius

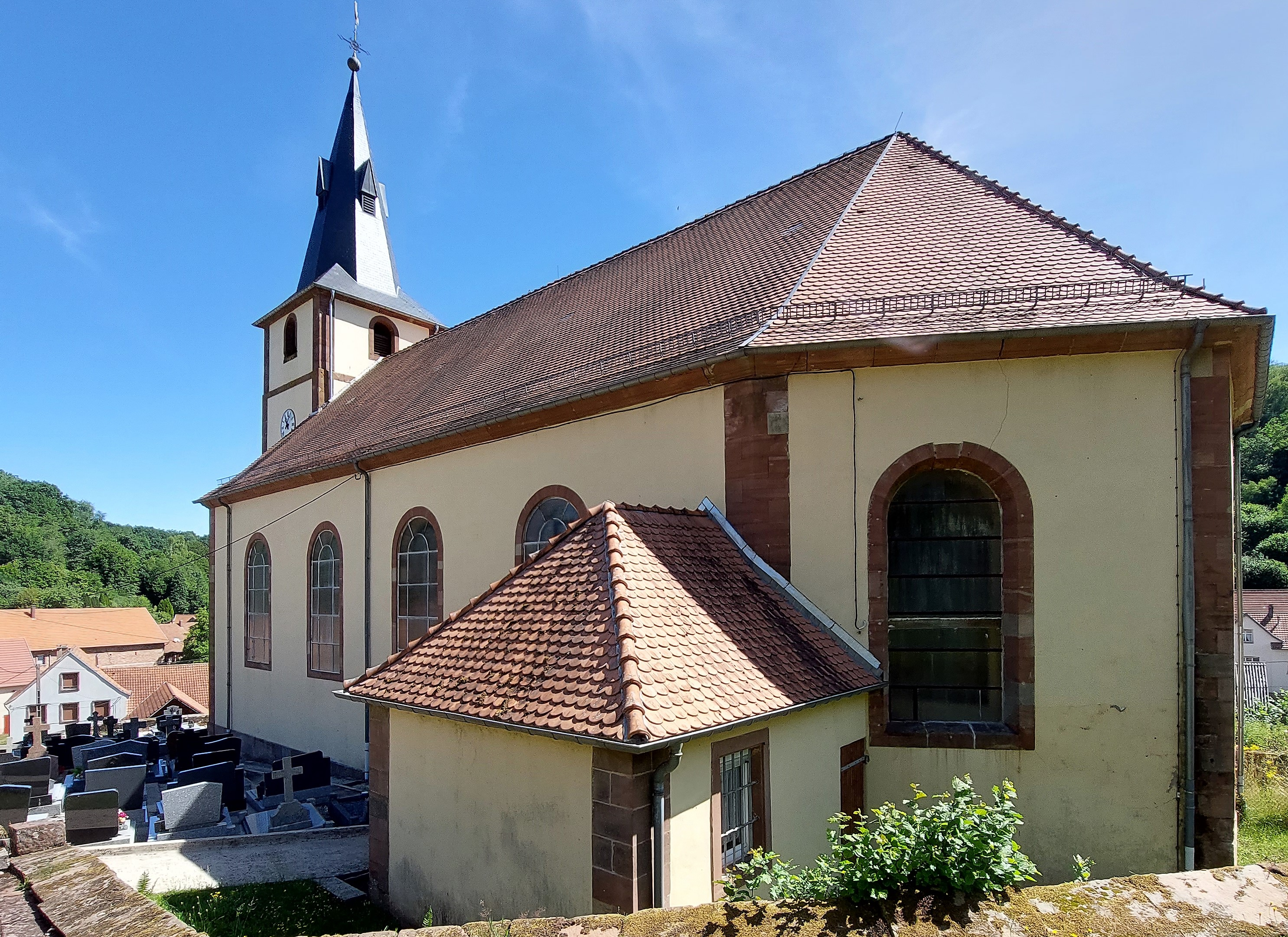
Kirche St. Laurentius

- Im Gemeindegebiet von Lengelsheim gibt es zahlreiche Flurkreuze, Calvaires, Marienstatuen und Brunnen.

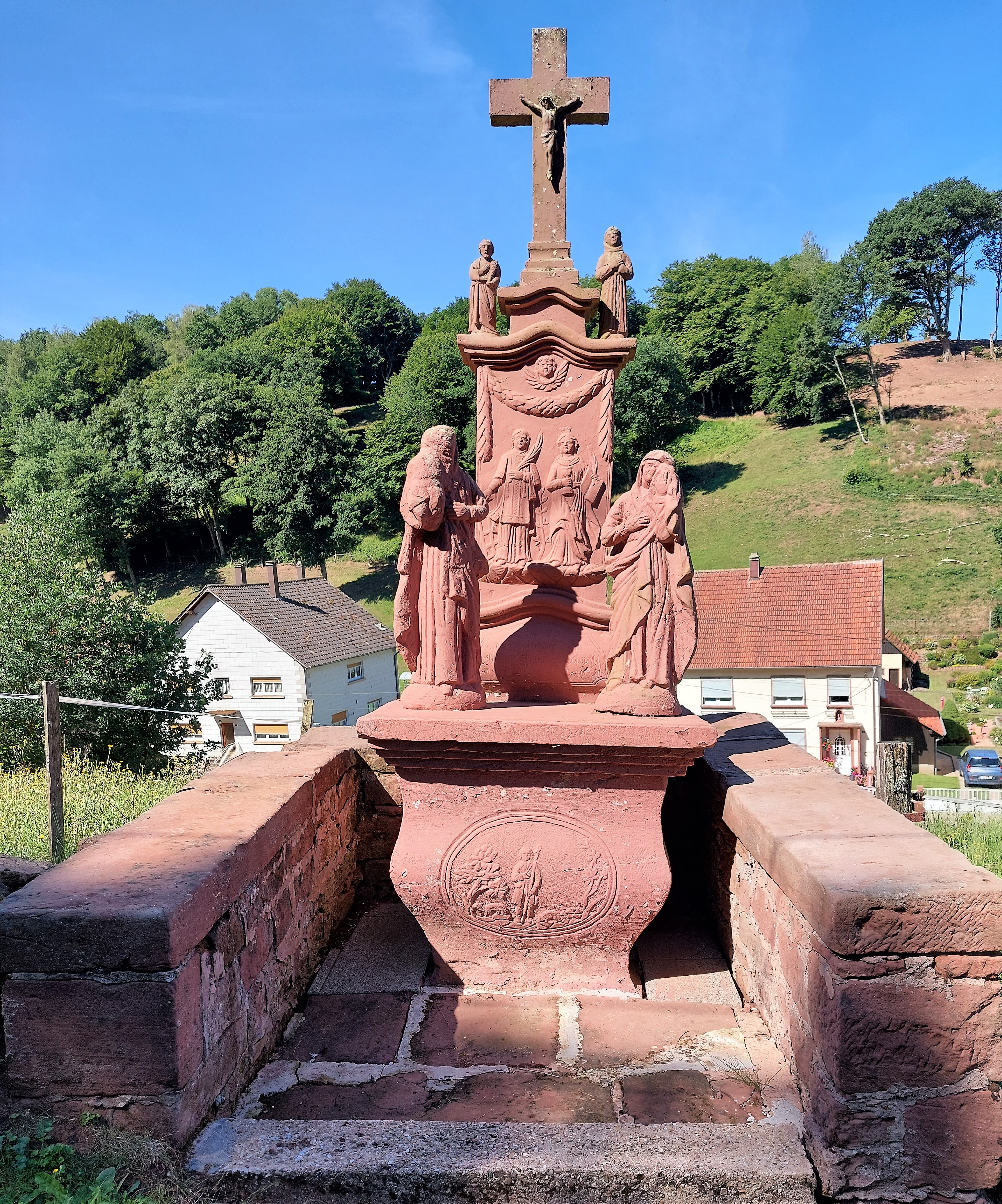
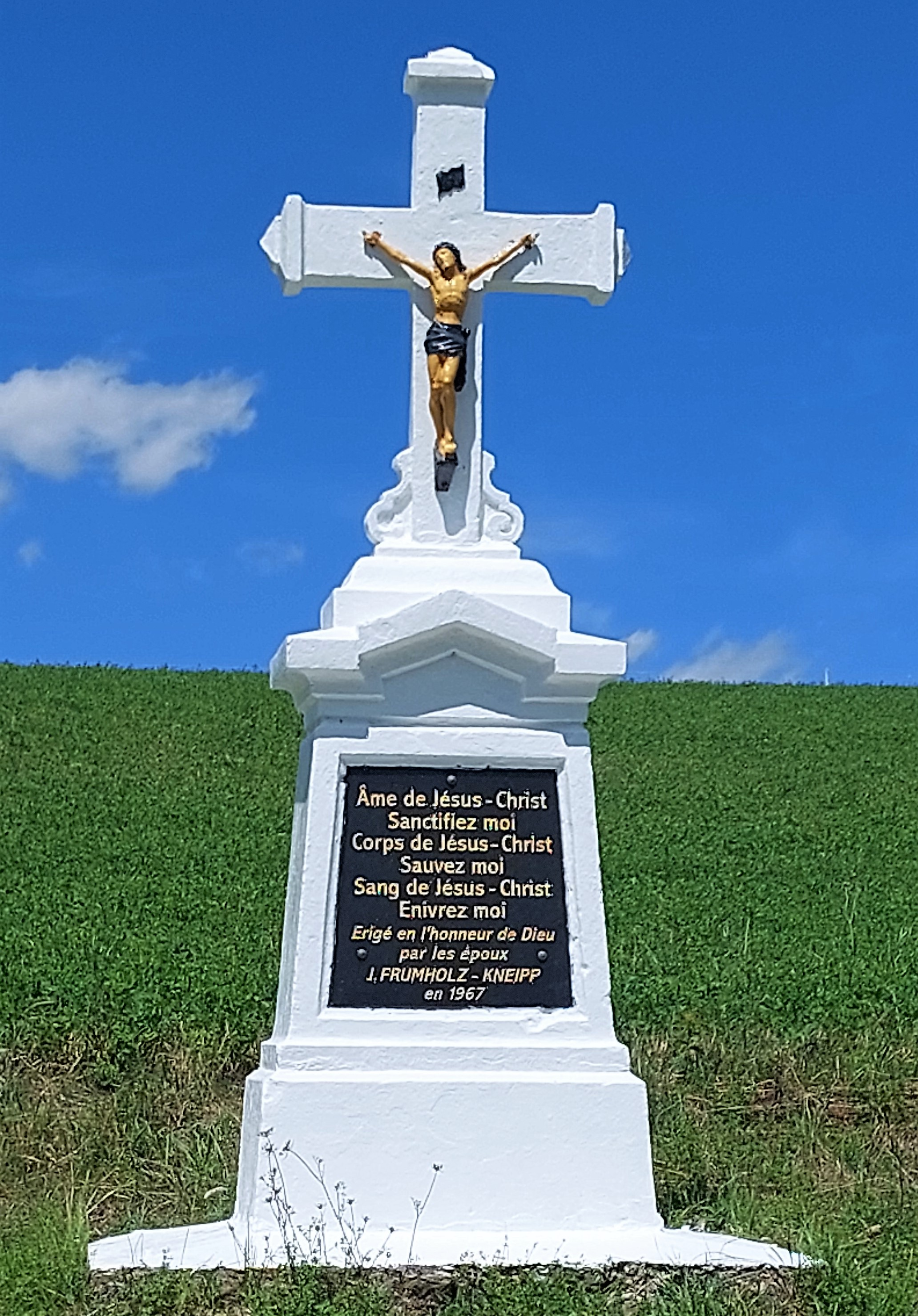
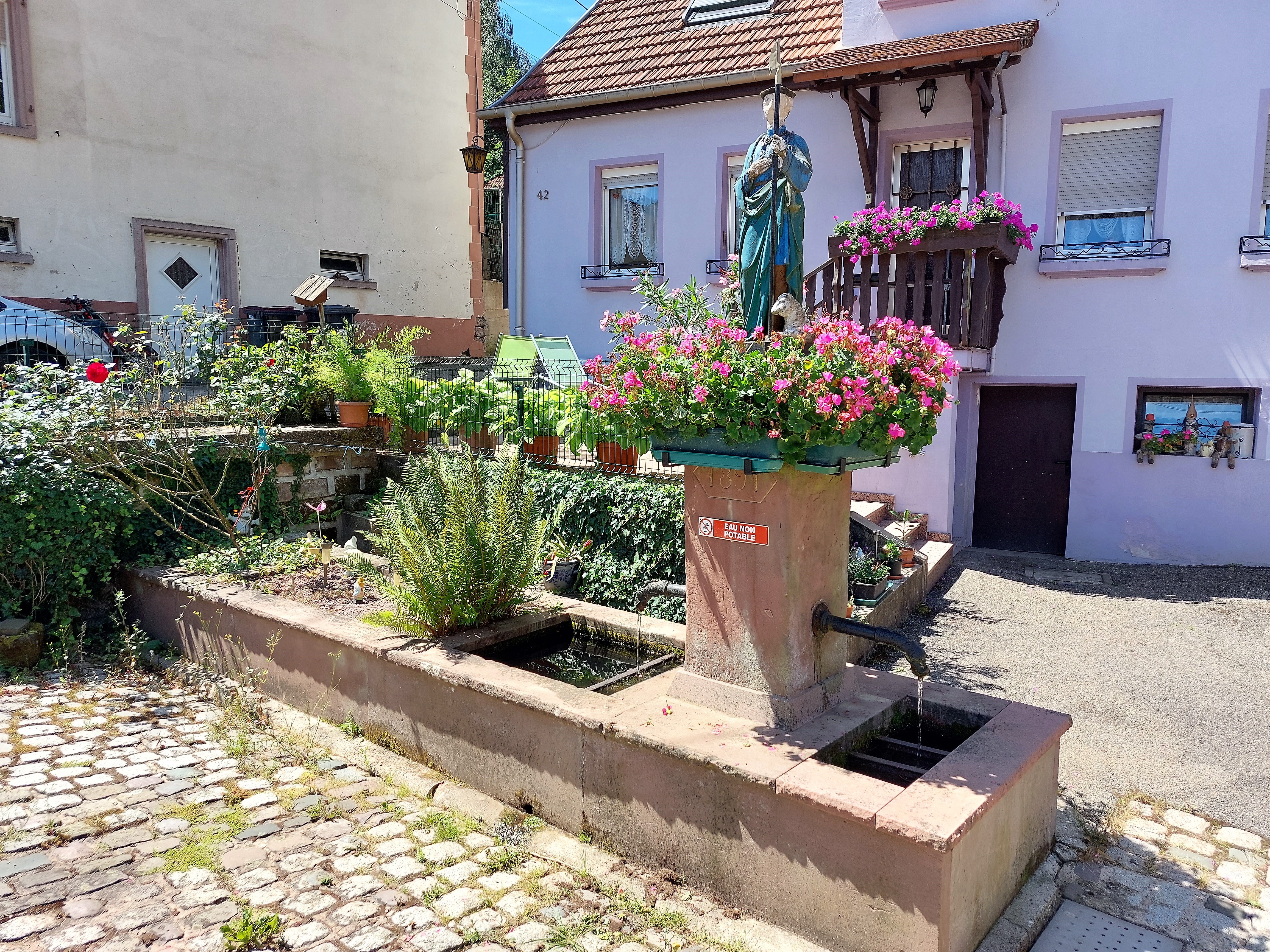
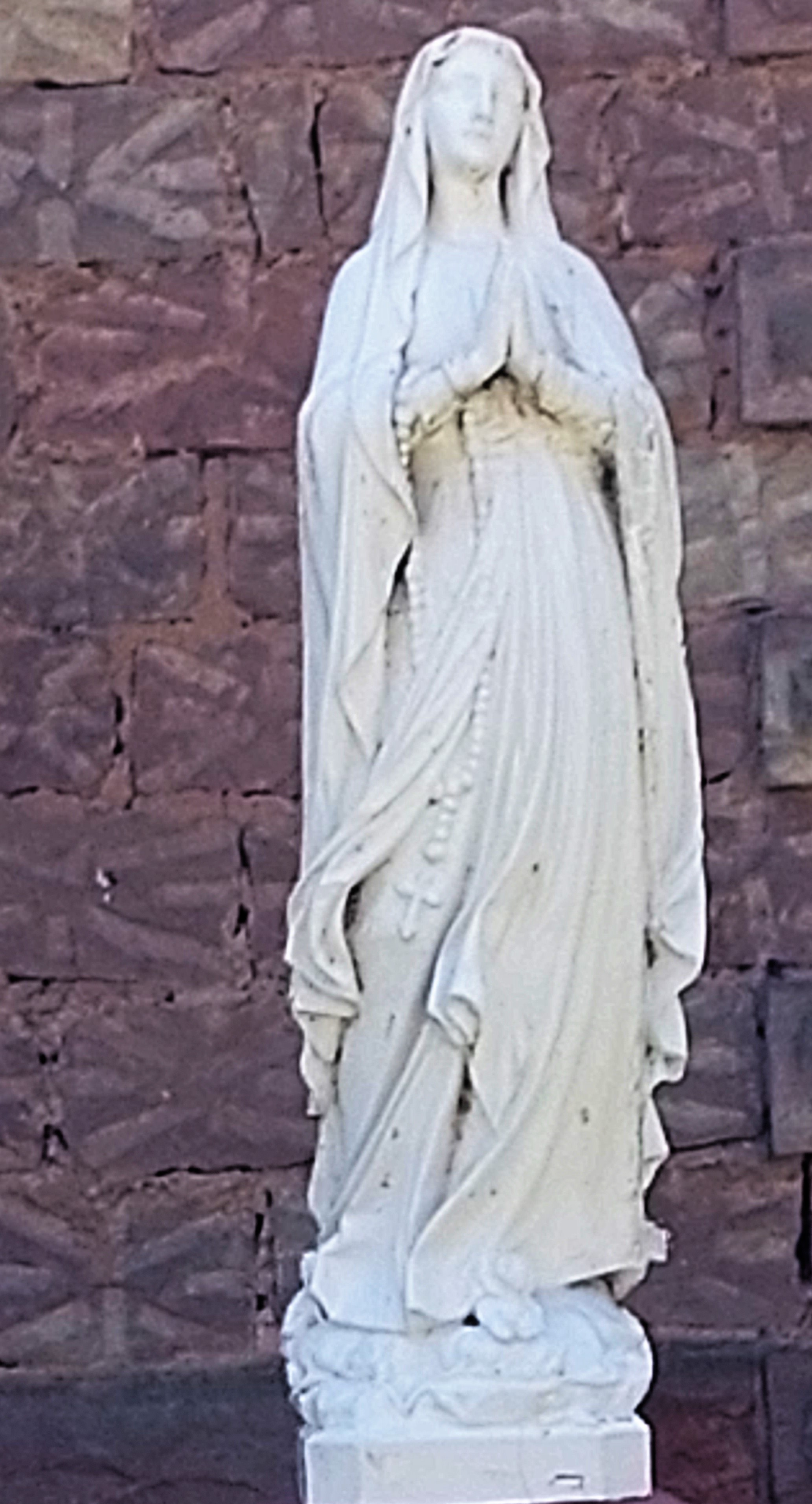
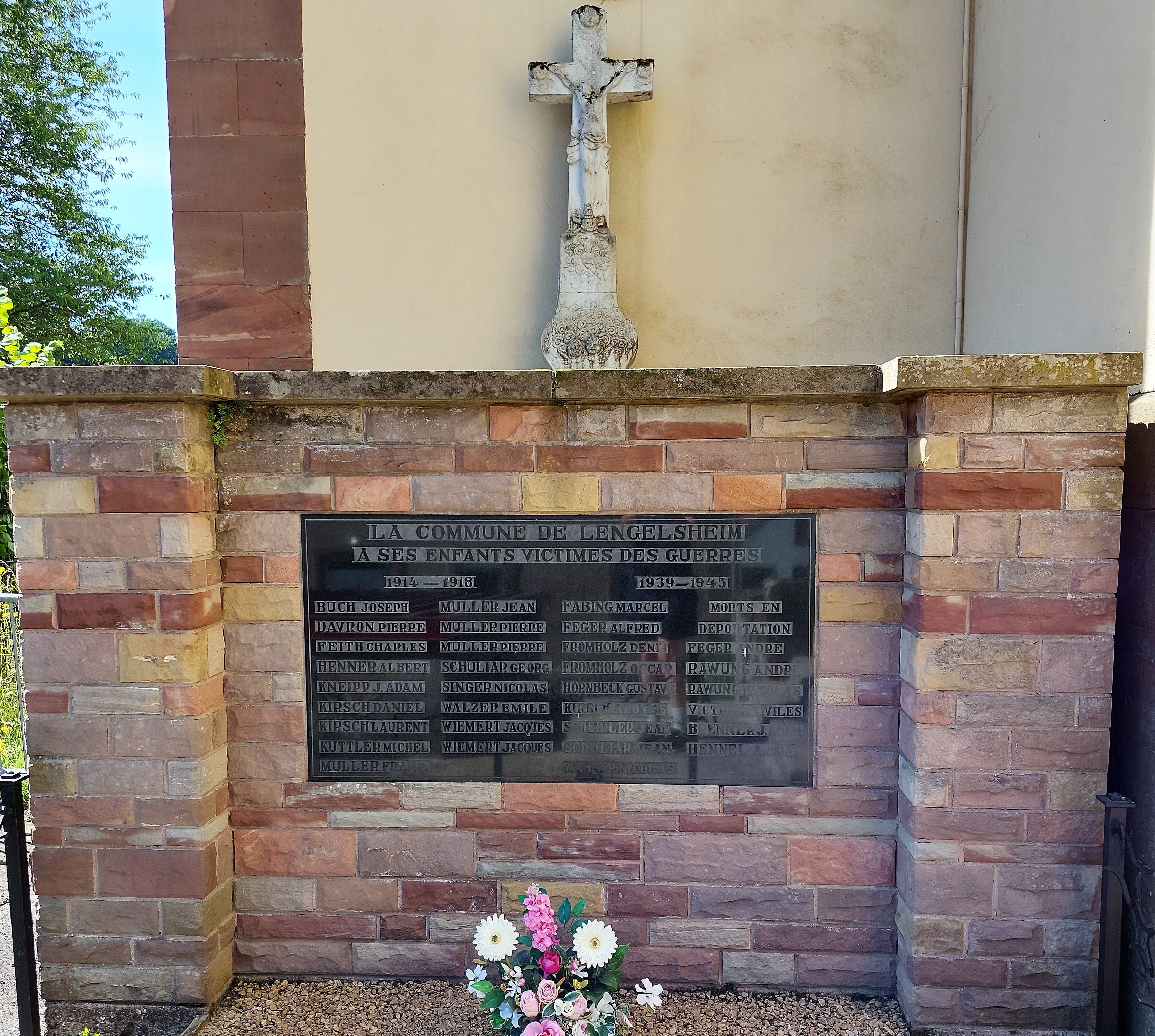

## Belege
1. ↑  Wappenbeschreibung auf genealogie-lorraine.fr (französisch)